# Homme de Cheddar
Pour les articles homonymes, voir Cheddar (homonymie).
L'Homme de Cheddar est un homme ayant vécu en Grande-Bretagne il y a environ dix-mille ans. Son squelette presque complet a été découvert en 1903 dans la grotte de Gough, dans les gorges de Cheddar du Somerset, en Angleterre. Il est conservé au musée d'histoire naturelle de Londres. L'homme était un chasseur-cueilleur du Mésolithique qui mesurait environ 1,66 m. Il avait entre vingt et trente ans à sa mort, due sans doute à une cause violente.

## Paléogénétique
Une étude de ses gènes aurait montré qu'il devait avoir la peau noire et les yeux bleus. Les populations à la peau claire, maîtrisant l'agriculture, seraient arrivées en Grande-Bretagne plus tardivement, au Néolithique,. Les conclusions de cette étude, selon leurs propres auteurs, s'avéreraient toutefois incertaines et les généticiens seraient encore loin d'être capables de déterminer la couleur de peau des hommes préhistoriques.
Toutefois le professeur Chris Stringer, responsable de la recherche sur les origines humaines du musée d'histoire naturelle de Londres a déclaré : « J'ai étudié le squelette de Cheddar Man pendant environ 40 ans… Alors, c'est un choc d’avoir en face de moi une reconstitution de à quoi ce « gars » pouvait ressembler — avec en plus cette combinaison inattendue des cheveux, du visage, de la couleur des yeux et de la peau sombre. Il y a quelques années, nous n'aurions pas pu imaginer cela et pourtant c'est ce que montrent sans équivoque les données scientifiques. »